# Salvatorkirche (Aalen)

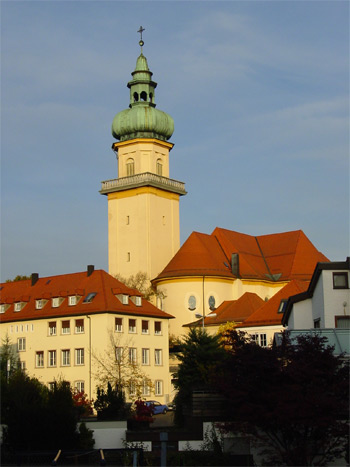
Salvatorkirche in Aalen

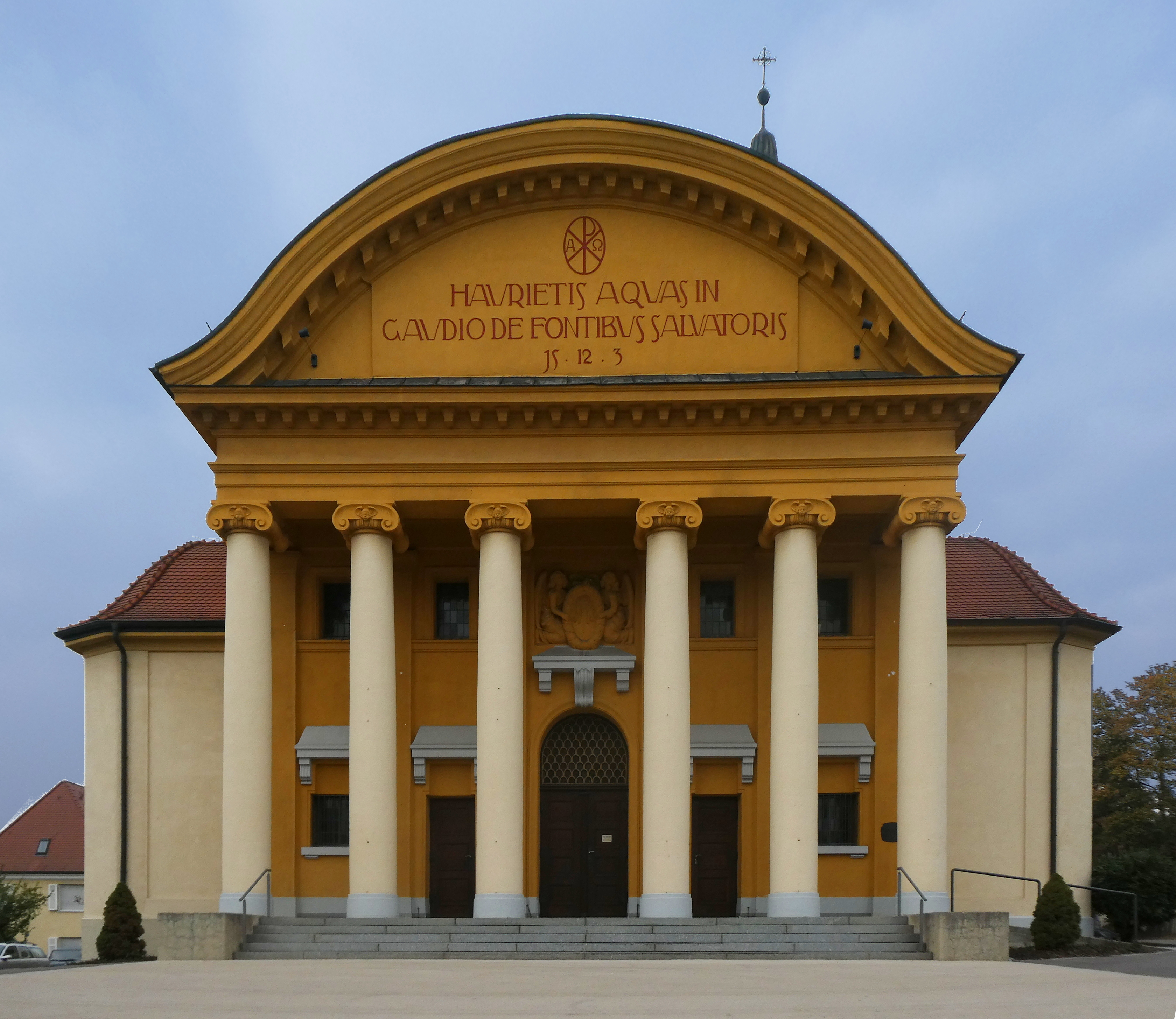
Portal

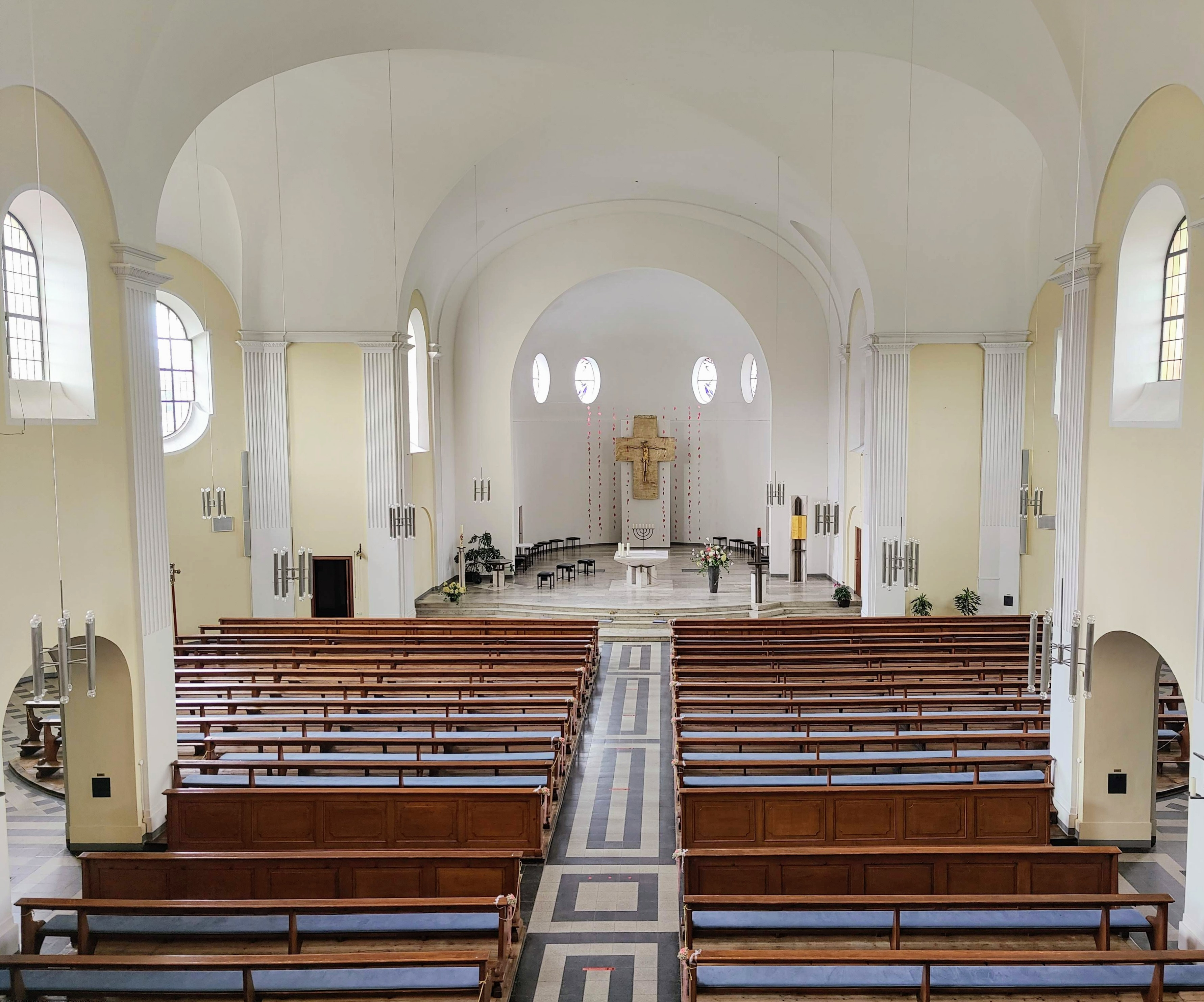
Innenraum (2021)

Die Salvatorkirche ist eine katholische Pfarrkirche in Aalen. Sie ist ein Kulturdenkmal.

## Geschichte
Als Urpfarreien im Aalener Raum gelten Unterkochen mit der Marienkirche, Schwabsberg mit der Martinskirche und Hüttlingen mit der Michaelskirche. So erhielt Aalen wohl seine erste Kirche, wie später im 19. Jahrhundert noch einmal, von Unterkochen her unter ellwangischem Einfluss. Etwa um 1150 bekamen die Aalener ihre erste Kirche, die Nikolauskirche, Vorgängerin der heutigen evangelischen Stadtkirche.
Bis ins 19. Jahrhundert war Aalen rein evangelisch, während das (ellwangische) Umland katholisch geblieben war. Im Jahr 1803 soll es drei Katholiken in Aalen gegeben haben. Durch Zuzug aus dem Umland wegen der steigenden Industrialisierung und der Entstehung eines Eisenbahnknotenpunkts stieg dann im 19. Jahrhundert die Zahl der Katholiken auf 3112 an (Stand: 1900). Dekan Kollmann von Unterkochen machte es sich zum Anliegen, den Bau einer Kirche in Aalen voranzutreiben. So konnte schließlich am 1. Oktober 1868 wieder eine katholische Kirche in Aalen durch Bischof Josef von Lipp konsekriert werden. Der neugotische Kirchenbau wurde „unter dem Titel des allerheiligsten Erlösers (SS. Salvatoris) geweiht und unter den Schutz der unbefleckt empfangenen Jungfrau und Mutter Gottes Maria und des hl. Apostels Petrus gestellt“.
Um 1905 betrug die Zahl der Katholiken in Aalen um die 4000. Die Marienkirche war längst zu klein geworden. Stadtpfarrer Hetzler, dem inzwischen zwei Vikare zur Seite standen, sah im Bau einer neuen und großen Kirche eine seiner wichtigsten Aufgaben. 1906 konnte auf dem Bohl ein Bauplatz erworben werden und 1913 konsekrierte von Keppler die neue Kirche auf dem Bohl.

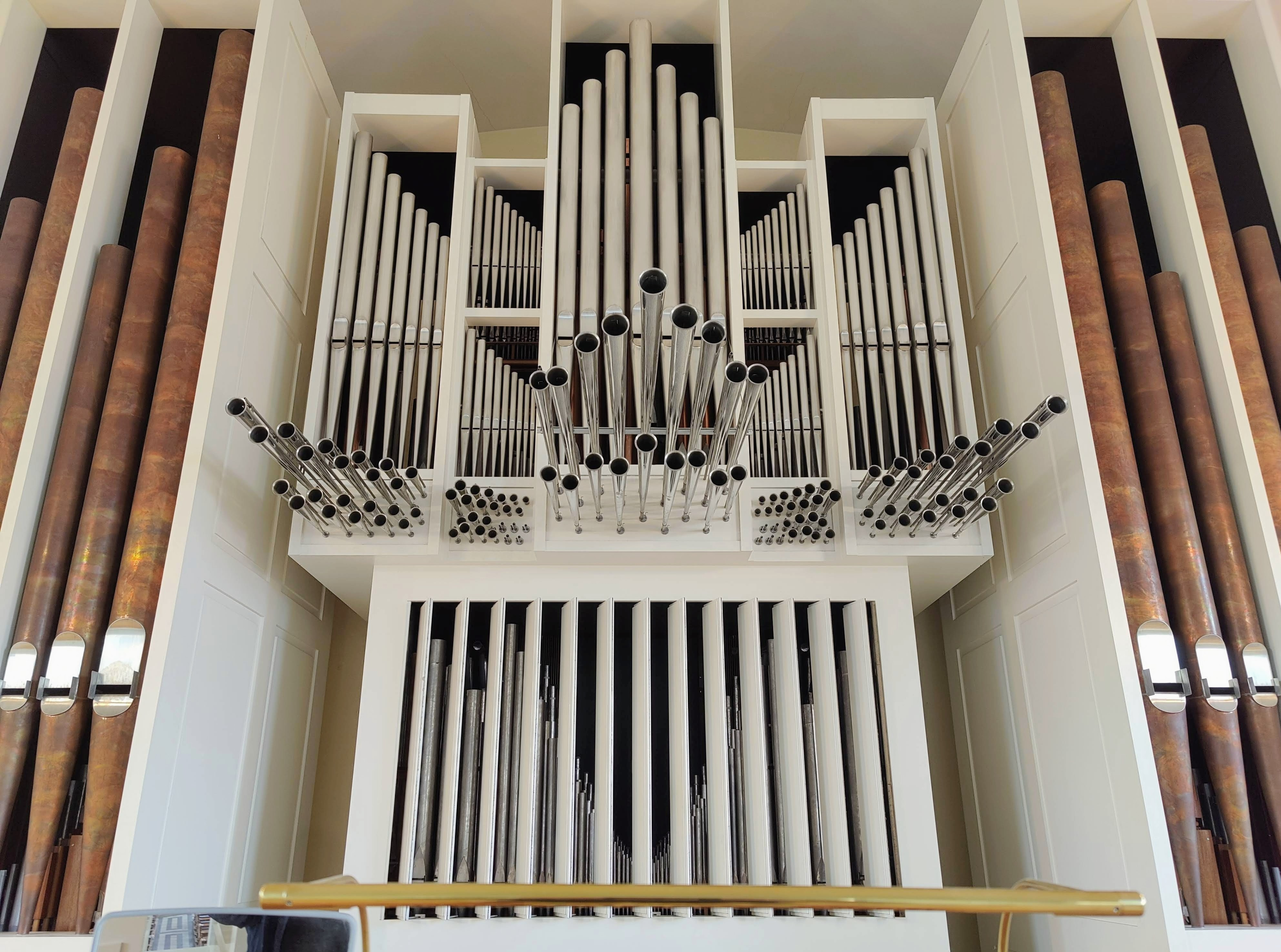
Orgelprospekt

Der Stuttgarter Architekt Hugo Schlösser entwarf und schuf einen gelungenen „modernen“ Bau, nicht mehr wie bis dahin über ein halbes Jahrhundert hinweg üblich, im neoromanischen oder neogotischen Stil, sondern in Anlehnung an Elemente von Renaissance bis Klassizismus. Auf Wunsch des Bischofs sollte die neue Kirche dem Erlöser (Salvator) geweiht werden, die bisherige Pfarrkirche sollte von nun an Marienkirche heißen.

## Orgel
Die erste Orgel der Salvatorkirche wurde 1917 eingebaut und bis 1974 gespielt. Im Jahr 1975 wurde von der Orgelbaufirma Winfried Albiez aus Lindau die neue Orgel erbaut. Das Instrument hat 43 Register (3.333 Pfeifen) auf Schleifladen. Die Spieltrakturen und Koppeln sind mechanisch, die Registertrakturen elektrisch.
| I Hauptwerk C–g3 |                    |       |
| 1.               | Gedacktpommer      | 16′   |
| 2.               | Principal          | 8′    |
| 3.               | Spitzflöte         | 8′    |
| 4.               | Octave             | 4′    |
| 5.               | Hohlflöte          | 4′    |
| 6.               | Quinte             | 2 ⁄3′ |
| 7.               | Superoctave        | 2′    |
| 8.               | Cornett V (ab g1)  | 8′    |
| 9.               | Mixtur VI          | 1 ⁄3′ |
|                  | Horizontalregister |       |
| 10.              | Trompete           | 8′    |
| 11.              | Clairon            | 4′    |

| II Schwellwerk C–g3 |                   |        |
| 12.                 | Harfenprincipal   | 8′     |
| 13.                 | Nachthorn         | 8′     |
| 14.                 | Principal         | 4′     |
| 15.                 | Blockflöte        | 4′     |
| 16.                 | Nasat             | 2 ⁄3′  |
| 17.                 | Waldflöte         | 2′     |
| 18.                 | Terz              | 1 3⁄5′ |
| 19.                 | Septime           | 1 ⁄7′  |
| 20.                 | None              | 8⁄9′   |
| 21.                 | Plein-jeu V       | 2′     |
| 22.                 | Buntcymbel IV     | 1⁄3′   |
| 23.                 | Dulcian           | 16′    |
| 24.                 | Oboe              | 8′     |
| 25.                 | Schwebung (ab c0) | 8′     |
|                     | Tremulant         |        |

| III Rückpositiv C–g3 |                 |       |
| 26.                  | Quintade        | 8′    |
| 27.                  | Gedeckt         | 8′    |
| 28.                  | Praestant       | 4′    |
| 29.                  | Rohrflöte       | 4′    |
| 30.                  | Principal       | 2′    |
| 31.                  | Quinte          | 1 ⁄3′ |
| 32.                  | Cymbel IV       | 2⁄3′  |
| 33.                  | Krummhorn       | 8′    |
| 34.                  | Sesquialtera II | 2 ⁄3′ |
|                      | Tremulant       |       |

| Pedal C–g3 |              |       |
| 35.        | Principalbaß | 16′   |
| 36.        | Subbaß       | 16′   |
| 37.        | Octavbaß     | 8′    |
| 38.        | Gedecktbass  | 8′    |
| 39.        | Choralbaß    | 4′    |
| 40.        | Baßmixtur IV | 2 ⁄3′ |
| 41.        | Posaune      | 16′   |
| 42.        | Trompete     | 8′    |
| 43.        | Zink         | 4′    |

- Koppeln: II/I, III/I, III/II, I/P, II/P, III/P
- Spielhilfen: Fest Kombination (Orgel Pleno), 6-fache mechanische Setzeranlage

Einspielungen (Auswahl)
- Tromba aalensis. Johann Konnerth (Trompete) spielt Werke von Johann Sebastian Bach, Antonio Vivaldi und Gottfried August Homilius; Thomas Haller spielt auf den Orgeln der drei großen Kirchen von Aalen (in der Salvatorkirche, in der Evangelischen Stadtkirche und in der Marienkirche), Aufnahme 2006.
- Tromba aalensis 2 – Wachet auf, ruft uns die Stimme. Festliche Musik für zwei Trompeten und Orgel, mit Werken von Bach (BWV 76, 77, 78, 79 und 140), Petronio Franceschini und Antonio Vivaldi, mit Thomas Haller (Orgel), Johann Konnerth und Jörg Günter (Trompeten, Piccolotrompete und Flügelhorn), Aufnahme vom Juli 2007 in der Salvatorkirche Aalen, Tonstudio Resonanz, LC 00378

## Glocken
Im Turm der Salvatorkirche hängt ein vierstimmiges Glockengeläut, das die Glockengießerei Bachert im Jahr 1950 gegossen hatte. Im Jahr 2021 wurden Turm und Glockenanlage saniert.
| Glocke | Name                      | Gewicht | Schlagton | Inschrift                                                  |
| ------ | ------------------------- | ------- | --------- | ---------------------------------------------------------- |
| 1      | Erlöser-(Salvator-)Glocke | 3745 kg | B°        | JESUS CHRISTUS GESTERN UND HEUTE DERSELBE AUCH IN EWIGKEIT |
| 2      | Marien-Glocke             | 2167 kg | des′      | KÖNIGIN DES FRIEDENS BITTE FÜR UNS                         |
| 3      | Michael-Glocke            | 1471 kg | es′       | MICHAEL UND SEINE ENGEL KÄMPFTEN GEGEN DEN DRACHEN         |
| 4      | Petrus-Glocke             | 0971 kg | f′        | DU BIST PERTUS * HERR RETTE MICH                           |

## Salvatorgemeinde
Zur heutigen Salvatorgemeinde gehören etwa 5250 Mitglieder im inneren Aalener Stadtgebiet von den Stadtteilen: Hüttfeld, Stuttgarter Straße, quer durch die Innenstadt bis zum Bahnhof, Greut, Bohl-Hofstätt, Tännich, Lederhosen, Rötenberg bis Auf der Heide. Die Gemeinde ist Teil der Seelsorgeeinheit 5 Aalen im Dekanat Ostalb der Diözese Rottenburg-Stuttgart.